# Crêches-sur-Saône
 Crêches-sur-Saône  es una población y comuna francesa, en la región de Borgoña, departamento de Saona y Loira, en el distrito de Mâcon y cantón de La Chapelle-de-Guinchay.

## Demografía
| 1254 | 1588 | 2169 | 2345 | 2531 | 2753 |
| Para los censos de 1962 a 1999 la población legal corresponde a la población sin duplicidades (Fuente: INSEE [Consultar]) |      |      |      |      |      |